# Caius Calpurnius Piso (consul en -180)
Pour les articles homonymes, voir Caius Calpurnius Piso et Calpurnius Piso.
Caius Calpurnius Piso est un homme politique romain du IIIe siècle av. J.-C. et IIe siècle av. J.-C.
En 186 av. J.-C., il devient préteur dans la province d'Hispanie ultérieure. Deux ans plus tard, en 184 av. J.-C., il triomphe sur les Lusitaniens et les Celtibères,.
En 180 av. J.-C., il est élu consul avec Aulus Postumius Albinus Luscus.
D'après Tite-Live, il meurt en 180 av. J.-C. dans l'année de son consulat à cause d'une épidémie, et non pas comme l'ont prétendu certaines sources, empoisonné par son épouse Quarta Hostilia,.